# James Dundas Harford
James Dundas Harford; (1899-1993). Administrador Colonial Británico. S.M. Jorge VI le designó al Caribe en 1935, asumiendo el cargo de Administrador de Antigua y Barbuda entre 1936 y 1941, cargo que no terminó de desempeñar, por ser transferido a Administración de San Cristóbal y Nieves (1940-1947), y de ahí pasó al rango de Gobernador General de Islas Mauricio, cargo que sostuvo dos veces en: 1948-1949 y 1950-1952.
| Predecesor: Hubert Eugène Bader             | Gobernador de Antigua y Barbuda 1936-1941          | Sucesor: Herbert Boon                    |
| Predecesor: Douglas Roy Stewart             | Administración de San Cristóbal y Nieves 1940-1947 | Sucesor: Leslie Stuart Greening          |
| Predecesor: Sydney Moody                    | Gobernador General de Islas Mauricio 1948-1949     | Sucesor: Sir Hilary Rudolph Robert Blood |
| Predecesor: Sir Hilary Rudolph Robert Blood | Gobernador General de Islas Mauricio 1950-1952     | Sucesor: Robert Newton                   |

- Datos: Q9010689